# Dagg Sound
Dagg Sound ou Te Ra em Maori é um fiorde em Fiordland, Nova Zelândia. Situa-se a sul do Doubtful Sound e do Breaksea Sound. As baleias frequentam as suas águas perto do sopé da plataforma continental e a profundidade da água desce subitamente para milhares de metros.